# キンゲラ属
キンゲラ属（キンゲラぞく、Kingella）は真正細菌Pseudomonadota門ベータプロテオバクテリア綱ナイセリア目ナイセリア科の属の一つである。グラム陰性の非芽胞形成好気性球桿菌。タイプ種はキンゲラ・キンガエ。属名はアメリカの生物学者エリザベス・キング（Elizabeth O. King）に因む。GC含量は47から55。
気道などに生息し、炭水化物を利用しない種が多い。特に幼児に関節炎や菌血症、心内膜炎などを引き起こすことがある。血液寒天培地で増殖し、溶血性を示す種もある。

## 下位分類（種）
キンゲラ属は以下の種を含む(2024年8月現在)。

### IJSEMに正式承認されている種
- Kingella denitrificans　キンゲラ・デニトリフィカンス

Snell and Lapage 1976 (Approved Lists 1980)
- Kingella kingae　キンゲラ・キンガエ

(Henriksen and Bøvre 1968) Henriksen and Bøvre 1976 (Approved Lists 1980)
- Kingella negevensis　キンゲラ・ネゲベンシス

El Houmami et al. 2017
- Kingella oralis　キンゲラ・オラリス

corrig. Dewhirst et al. 1993
- Kingella potus　キンゲラ・ポタス

Lawson et al. 2005
- Kingella pumchi

Xiao et al. 2024

### IJSEMに未承認の種
- "Kingella bonacorsii"

Antezack et al. 2021
- Kingella indologenes　キンゲラ・インドロゲネス

Snell and Lapage 1976 (Approved Lists 1980)